# Волынцево (Могилёвская область)
Волы́нцево (бел. Валынцава) — деревня в составе Горского сельсовета Горецкого района Могилёвской области Республики Беларусь.

## Население
- 1999 год — 71 человек
- 2010 год — 49 человек
- 2016 год —51 человек
- 2019 год — 21 человек
- 2020 год —18 человек
- 2021 год — 9 человек
- 2022 год — 9 человек
- 2023 год — 5 человек

## Известные земляки
- Иванов, Сергей Нестерович (1909—1994) — белорусский учёный в области почвоведения, доктор сельскохозяйственных наук, член-корреспондент АН БССР, Академии сельскохозяйственных наук БССР, профессор.
- Яшкина, Раиса Романовна (1938—1991) — член Союза художников СССР.